# Naoki Jamada
Naoki Jamada (* 4. červenec 1990) je japonský fotbalista.

## Klubová kariéra
Hrával za Urawa Reds, Shonan Bellmare.

## Reprezentační kariéra
Naoki Jamada odehrál za japonský národní tým v letech 2009–2010 celkem 2 reprezentační utkání.

## Statistiky
| Japonsko | Japonsko | Japonsko |
| Roky     | Záp.     | Góly     |
| -------- | -------- | -------- |
| 2009     | 1        | 0        |
| 2010     | 1        | 0        |
| Celkem   | 2        | 0        |